# Шаталин, Иван Иванович
Ива́н Ива́нович Шата́лин (13 июля 1922, село Летяжевка, Саратовская губерния — 10 февраля 2001, Москва) — лётчик-штурмовик, подполковник. Участник Великой Отечественной войны. Герой Советского Союза.

## Биография
Шаталин Иван Иванович родился 13 июля 1921 года в селе Летяжевка (ныне — Аркадакского района Саратовской области) в семье крестьянина. Детство и юность провёл в Москве. Окончил среднюю школу. Являлся членом церкви евангельских христиан.
В Красной Армии служил с 1940 года. В 1941 окончил Луганскую военную авиационную школу лётчиков. Во время Великой Отечественной войны — с апреля 1943 по май 1945 года — сражался на Северо-Кавказском, 4-м Украинском и 2-м Белорусском фронтах. Принимал участие в освобождении Северного Кавказа, Крыма, Белоруссии, Польши.
За боевые отличия награждён орденом Ленина (1945), тремя орденами Красного Знамени (1944, 1945), орденами Александра Невского (1945), Отечественной войны 1-й (1985) и 2-й (1944) степеней, двумя орденами Красной Звезды (1943, 1955), медалями «За оборону Кавказа», «За победу над Германией в Великой Отечественной войне 1941—1945 гг.» и другими медалями. Звание Героя Советского Союза с вручением ордена Ленина и медали «Золотая Звезда» Ивану Ивановичу Шаталину присвоено 18 августа 1945 года за 165 штурмовых ударов по врагу и проявленные при этом отвагу и мужество. Присвоение столько высокого звания человеку, являющемуся членом общины евангельских христиан, является беспрецедентным случаем в Советской армии.
После окончания войны продолжал служить в ВВС. С 1958 года подполковник И. И. Шаталин — в запасе. Жил в Москве. Работал старшим инженером в проектном институте. Умер 10 февраля 2001 года. Похоронен в Москве, на Химкинском кладбище.

## Награды
- Медаль «Золотая Звезда» и орден Ленина Героя Советского Союза (1945);
- три ордена Красного Знамени (1944 и 1945);
- орден Александра Невского (1945);
- орден Отечественной войны I степени (1985);
- орден Отечественной войны II степени (1944);
- два ордена Красной Звезды (1943, 1955);
- медали: «За оборону Кавказа», «За победу над Германией в Великой Отечественной войне 1941—1945 гг.» и другие.